# Посторонним вход разрешён
«Посторонним вход разрешён» (чеш. Cizím vstup povolen) — советско-чехословацкий фильм для детей 1987 года режиссёра Йозефа Пинкавы по мотивам произведений Наталии Дуровой.

## Сюжет
Десятилетняя девочка Яна из Чехословакии любит животных, у неё есть собака — пудель Маркиз. Однажды их семью приглашает в Москву коллега её отца из СССР. И вот они летят в самолете всей семьей и… с Маркизом, которого Яна тайком взяла с собой. В Москве они поселяются в семье Королёвых. Здесь она находит новых друзей — Диму и Сашу, но у Яны с Маркизом проблемы с соседкой Полиповной, не любящей собак, и с тремя ловцами животных, от которых дети спасают не только Маркиза, но и бездомную собаку Риту. Они пытаются кому-то отдать Риту, даже пробуют пристроить в цирк, где знакомятся с клоуном Олегом Поповым, и Риту могут взять в цирк при условии, что она что-то умеет. И вот дети начинают тренировать собаку трюкам, но одновременно прятать от родителей и сердитой Полиповны, а также от охотников за животными…

## В ролях
- Яна Паленичкова — Яна Куделкова
- Антон Самулеев — Дима Королёв
- Вадим Хрычкин — Саша Баландин
- Ева Якубкова — Куделкова, мама Яны
- Мирослав Мейзлик — Куделка, папа Яны
- Наталья Варлей — Королёва, мама Димы
- Евгений Герасимов — Юрий Королёв, папа Димы
- Наталия Дурова — родительница
- Олег Попов — клоун, камео
- Любомир Липский — Карл Карлович Механэк
- Раиса Рязанова — Полиповна, сердитая соседка
- Любовь Германова — сестра Саши Баландина
- Леонид Харитонов — сосед профессора
- Виктор Борисов — эпизод
- и другие